# Generation Rx
| Совокупная оценка | Совокупная оценка |
| Источник          | Оценка            |
| ----------------- | ----------------- |
| Metacritic        | 66/100            |
| Оценки критиков   |                   |
| Источник          | Оценка            |
| AllMusic          | [ 2 ]             |
| Classic Rock      | [ 3 ]             |
| Dead Press!       | [ 4 ]             |
| Exclaim!          | 6/10              |
| idobi             | 10/10             |
| Kerrang!          | 4/5               |
| Punknews.org      | [ 8 ]             |
| Rock Sound        | 8/10              |
| Q                 | [ 10 ]            |
| Upset             | [ 11 ]            |

Generation Rx (с англ. — «Поколение рецепта») — седьмой студийный альбом американской рок-группы Good Charlotte, выпущенный 14 сентября 2018 года на лейблах MSDN и BMG.

## Предыстория
Good Charlotte самостоятельно выпустили свой шестой альбом Youth Authority в июле 2016 года, первый с тех пор, как они взяли паузу в 2011 году. Вокалист Джоэл Мэдден чувствовал, что после перерыва у них «не было импульса, и рассматривал Youth Authority как помощь в его восстановлении». Гитарист Бенджи Мэдден добавил, что это послужило хорошей отправной точкой для перезапуска группы. Они записали альбом, поскольку участники почувствовали, что им есть что сказать после многолетнего перерыва. Однако Джоэл Мэдден сказал, что это не полностью отражало то, что происходило в их голове в то время. Он зашёл так далеко, что добавил, что две песни из этого альбома были там исключительно потому, что они чувствовали, что должны были их включить.
В начале 2018 года группа задумалась, сыграв на панихиде по американскому рэперу Густаву Элайджа Ару aka Lil Peep ранее в декабре 2017 года. Они записали кавер на песню Lil Peep’а «Awful Things» и позже выпустили её в качестве сингла. Бенджи Мэдден сказал, что, поскольку группа часто следовала своим чувствам и не сосредотачивалась ни на чём другом, они вдохновились на написание нового альбома. Участники обсудили, что им нравится и что не нравится в создании Youth Authority, прежде чем принять во внимание, чего, по их мнению, хотели бы от них фанаты. Поняв, что фанаты хотели бы, чтобы они были честными, они решили написать материал, который был бы более органичным и естественным для них.

## Производство и запись
Продюсированием альбома занимались Бенджи Мэдден и Закк Сервини. Записан он был в штаб-квартире компании братьев MDDN в Лос-Анджелесе, Калифорния, в период с января по март 2018 года. Барабаны были записаны в студии NRG Studios. Сервини и Кортни Баллард работали звукоинженерами при содействии Джона Лундина. Колин Шванке занимался дополнительным редактированием «Self Help», «Leech» и «California (The Way I Say I Love You)». Крис Лорд-Элдж свёл записи при содействии Ника Карпина в студии MIX LA в Тарзане, Калифорния. Тед Дженсен провёл мастеринг альбома в студии Sterling Sound.
Офис Мэдденов в MDDN находился дальше по коридору; каждый вечер после работы братья Мэдден и Сервини работали над альбомом по два-три часа кряду. Он сказал, что процесс записи был похож на их первые три альбома в том смысле, что они создавали музыку исключительно на ощущениях. В песне «Leech» в качестве гостевого вокала принял участие Сэм Картер — вокалист британской металкор-группы Architects. Их менеджер Джоуи Симмрин работал в MDDN и как-то вечером встретился с братьями Мэдден. Братья как раз заканчивали работу над «Leech», но так и не смогли придумать отрывок в бридже. Симмрин отправил трек Картеру, который впоследствии записал для него вокал в Брайтоне, Великобритания.

## Композиция и стиль
Братья Мэдден взялись за это исключительно для того, чтобы создать что-то, что звучало бы весело и захватывающе для них в музыкальном плане, просто чтобы посмотреть, каков будет результат. Этот процесс был применён при написании текстов и мелодий. Все тексты были написаны братьями, и большинство песен были написаны братьями и Сервини. «Better Demons» была написана братьями и Дэном Ланкастером, а «California (The Way I Say I Love You)» — братьями Мэдден, Сервини и Мэттью Полингом. Люси Лэндри внесла вклад в дополнительный вокал в песнях «Generation Rx» и «Better Demons». Детский хор MUSYCA выступает в песнях «Leech» и «Better Demons». Полинг придумала струнную аранжировку для «Cold Song» и «California (The Way I Say I Love You)». Сервини и Дэвид Кей исполнили дополнительные вокальные партии на «Better Demons».

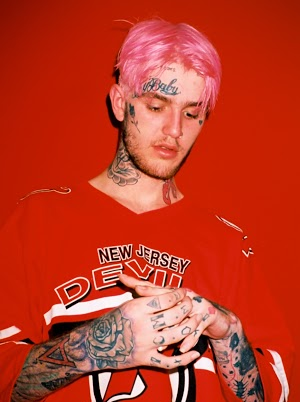
Главный сингл «Actual Pain» был выпущен в качестве реакции группы на смерть Lil Peep'а в ноябре 2017 года.

В музыкальном плане звучание альбома было классифицировано как поп-панк и альтернативный рок. В плане рок-звучания было сказано следующее, что это нечто среднее между альбомами группы The Chronicles of Life and Death (2004 г.) и Good Morning Revival (2007 г.). Название альбома Generation Rx было придумано из-за эпидемии опиоидов. В США символ Rx часто используется как аббревиатура для медицинских рецептов. Изначально альбом носил рабочее название Cold Song, но было изменено после того, как группа поняла, что главной темой альбома является боль. Generation Rx рассказывает о нескольких проблемах: эпидемии опиоидов, проблемы с психическим здоровьем, проблемы с самооценкой и влияние организованной религии на жизнь других людей. По словам Джоэла Мэддена, альбом «полностью посвящён этой внутренней борьбе, и <…> эмоциональный опыт, который мы все переживаем, приводит нас к тому, что мы хотим заглушить боль, которая есть в каждом из нас». Они объяснили в интервью журналу Rolling Stone, что этот альбом — возвращение к их собственным юношеским идеалам: 

Good Charlotte была лучшей в нашей жизни, когда мы были несознательными и наивными детьми, которые не знали, что стараться изо всех сил или заводить новых друзей — это не круто. Тогда мы были честны и ранимы, и мы могли поделиться этим с миром, что заставляет нас гордиться тем, какими молодыми парнями мы были. Мудрость, которую даёт время, тоже приходит с багажом, и мы уже добрых 15 лет ищем путь к той уязвимости, честности и оптимистичному взгляду на вещи, которые, кажется, существуют только в невинности. С Generation Rx мы считаем, что мы наконец-то нашли свой путь обратно в то место.

«Actual Pain» появился вскоре после того, как группа выступила на панихиде по Lil Peep’у, который был большим поклонником группы. Бенджи Мэдден сказал, что в треке были элементы всех их предыдущих альбомов. Песня «Prayers» — это комментарий к культуре, окружающей выражение «мысли и молитвы». Первый куплет был написан об отношениях между Бенджи Мэдденом и его женой, в то время как второй куплет был написан после того, как он увидел сирийского беженца, плачущего перед развалинами. Бенджи Мэдден написал «Leech» о своём детстве и отношениях с родителями, а также о травме, которую он пережил. Джоэл Мэдден сказал, что «California (The Way I Say I Love You)» была «любовным посланием» к его детям и попыткой придать альбому «обнадёживающий» финал.

## Художественное оформление
25 мая было объявлено, что Generation Rx будет выпущен в сентябре, и было продемонстрирована его обложка. Обсуждая художественное оформление, Бенджи Мэдден сказал следующее: «Вы можете прятаться за своей одеждой, покрывать себя татуировками, надевать маски или что-то ещё, но, в конце концов, там ваша настоящая жизнь».

## Выпуск и продвижение
В мае 2018 года группа опубликовала в своём аккаунте Instagram несколько тизеров, на которых были изображены фигурки скелетов. 22 мая группа подписала международный контракт с мейджор-лейблом BMG. Группа объяснила, что BMG часто «демонстрировала дальновидность, дружелюбие к артистам и предпринимательский дух, которые нам действительно близки». 25 мая песня «Actual Pain» была выпущена в качестве сингла. Пять дней спустя, на этот трек было выпущено музыкальное видео, режиссёром которого выступил Джейк Старк. Видео начинается с того, что мужчина вспоминает о своей юности, когда он читал комиксы и играл на заднем дворе. Затем видно, как группа исполняет трек, а лицо Джоэла Мэддена со временем превращается в маску-череп.
13 июля был выпущен видеоклип на песню «Shadowboxer», также снятый Старком. В нём группа выступает в заброшенном особняке. Группа объяснила, что клип представляет собой «одинокий взгляд на то, как обычные люди сталкиваются с болью и борьбой, которые отражаются в них, когда они смотрят на себя в зеркало». 31 августа «Prayers» был доступен на стриминговой платформе. 5 сентября было выпущено музыкальное видео на эту песню, снятое Старком. В клипе рассказывается о семье одного из реальных друзей группы. Показано, что друг и его семья работают и вносят свой вклад в жизнь своего сообщества, несмотря на частые угрозы депортации из ICE. 14 сентября на MDDN и BMG был выпущен альбом Generation Rx. После этого группа отправилась в турне по США в качестве хэдлайнеров в октябре и ноябре при поддержке Sleeping with Sirens, Knuckle Puck и The Dose.
25 октября было выпущено музыкальное видео на песню «Self Help», режиссёром которого также был Старк. В нём снимается боксёр, который стремится улучшить как себя, так и свой разум. В январе и феврале 2019 года группа отправилась в гастроли по Европе при поддержке Sleeping with Sirens, Boston Manor и The Dose. В период с мая по июль группа выступит с серией концертов в качестве хэдлайнеров и на фестивалях в США, после чего несколько фестиваль проходит в Европе в августе.

## Коммерческий успех
Generation Rx занял 164-ю строчку в чарте Billboard 200. За пределами США он достиг 24-й строчки в Австралии, 29-й строчки в Австрии, 31-й строчки в Великобритании, 32-й строчки в Швейцарии, 42-й строчки в Германии, номер 61 в Чешской Республике, номер 80 в Канаде, номер 82 во Фландрии в Бельгии, и номер 127 в Валлонии в Бельгии.

## Список композиций
Все тексты написаны Джоэлом и Бенджи Мэдденами, вся музыка написана Джоэлом и Бенджи Мэдденами и Закком Сервини (за исключением отмеченных).
| №                   | Название                                | Музыка                                                  | Длительность |
| ------------------- | --------------------------------------- | ------------------------------------------------------- | ------------ |
| 1.                  | «Generation Rx»                         |                                                         | 2:07         |
| 2.                  | «Self Help»                             |                                                         | 3:23         |
| 3.                  | «Shadowboxer»                           |                                                         | 3:05         |
| 4.                  | «Actual Pain»                           |                                                         | 3:43         |
| 5.                  | «Prayers»                               |                                                         | 3:50         |
| 6.                  | «Cold Song»                             |                                                         | 3:42         |
| 7.                  | «Leech» (при уч. Сэма Картера)          |                                                         | 3:20         |
| 8.                  | «Better Demons»                         | Джоэл Мэдден, Бенджи Мэдден, Дэн Ланкастер              | 3:58         |
| 9.                  | «California (The Way I Say I Love You)» | Джоэл Мэдден, Бенджи Мэдден, Закк Сервини, Мэтью Полинг | 4:18         |
| Общая длительность: | Общая длительность:                     | Общая длительность:                                     | 31:26        |

## Участники записи[22]
| Good Charlotte - Джоэл Мэдден — вокал - Бенджи Мэдден — гитара, вокал - Билли Мартин — гитара - Пол Томас — бас-гитара - Дин Баттерворт — ударные Приглашённые музыканты - Мэтт Полинг — струнная аранжировка (песни «Cold Song» и «California (The Way I Say I Love You)») - Люси Лэндри — дополнительный вокал (песни «Generation Rx» и «Better Demons») - Детский хор MUSYCA — хоровая группа (песни «Leech» и «Better Demons») - Сэм Картер — дополнительный вокал (песня «Leech») - Закк Червини — дополнительный вокал (песня «Better Demons») - Дэвид Кей — дополнительный вокал (песня «Better Demons») | Производственный персонал - Бенджи Мэдден — продюсер - Закк Сервини — продюсер, звукоинженер - Кортни Баллард — звукоинженер - Джон Лундин — ассистент звукоинженера - Крис Лорд-Элджей — сведение - Ник Карпин — ассистент по сведению - Тед Дженсен — мастеринг - Колин Шванке — дополнительный монтаж (песни «Self Help», «Leech» и «California (The Way I Say I Love You)») Художественное оформление - Даг Дин — оформление, вёрстка - Саша Бесерра — дополнительный дизайн - Элли Сноу — фото для обложки - Вилле Юриккала — дополнительная фотография |

## Чарты
| Чарт (2018 г.)                    | Позиция в чарте |
| --------------------------------- | --------------- |
| Австралия (ARIA)                  | 24              |
| Австрия (Ö3 Austria)              | 29              |
| Бельгия/Фландрия (Ultratop)       | 82              |
| Бельгия/Валлония (Ultratop)       | 127             |
| Канада (Canadian Albums Chart)    | 80              |
| Чехия (ČNS IFPI)                  | 61              |
| Германия (Offizielle Top 100)     | 42              |
| Япония (Oricon)                   | 117             |
| Шотландия (Scottish Albums Chart) | 22              |
| Швейцария (Schweizer Hitparade)   | 32              |
| Великобритания (UK Albums Chart)  | 31              |
| США (Billboard 200)               | 164             |
| США (Billboard Top Album Sales)   | 18              |